# Kipper- und Wipperzeit

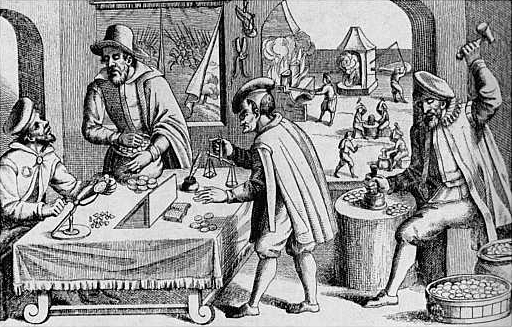
de Kipper- und Wipperzeit

De Kipper- und Wipperzeit is een periode in de monetaire geschiedenis van Duitssprekende landen.
Tot de Kipper- und Wipperzeit wordt doorgaans de jaren 1620 tot ongeveer 1630 gerekend, met nog een opleving rond 1680. Dit was een periode waarin mede door de voortdurende oorlog (dertigjarige oorlog) de waarde van het geld afnam. Er was een groot gebrek aan edelmetaal, omdat de import van edelmetaal door de oorlog weggevallen was. Bovendien was de Duitse zilverproductie sterk afgenomen.
In de Kipper- und Wipperzeit (Kippen is Nederduits voor besnijden) werden de volwaardige zilveren Rijksmunten uitgesorteerd, waarna men de buitenste rand van de munt afsneed. Door het schillen van de munt kon met het op die wijze edelmetaal winnen, waarmee onder toevoeging van koper, nieuwe munten gemaakt werden. Het schillen van deze munten werd niet alleen door handige handelaren gedaan, maar ook door de lagere overheden.
Het door lokale overheden uitgeven van nieuwe munten, met een laag zilvergehalte, was door de Duitse Muntwet van 1559 toegestaan, echter niemand had kunnen voorzien dat de grondstof voor die lokaal geslagen munten afkomstig zou zijn van het schillen van de officiële Rijksmunten. De munten die door de lokale overheden geslagen werden waren Pfennige, Batzen, Groschen en Kreuzer. Lokale overheden gingen soms zo ver, dat hoogwaardige zilveren munten van andere Duitse Staten werden nageslagen met lage zilvergehaltes. De inflatie werd door dergelijke praktijken versterkt.
Pas aan het einde van de 17e eeuw kwam een einde aan deze praktijken. Vele lokale overheden verloren hun rechten om munten te mogen slaan en er werd een nieuwe valuta ingevoerd voor lager waardes, de (officiële) Scheidemünze. Alle munten werden verder voorzien van een echte muntrand, mede om het schillen van munten te voorkomen. Het schillen van munten werd trouwens ook strafbaar.